# Кодекс Гермогеніана
Кодекс Гермогеніана (лат. Codex Hermogenianus) — кодифікація імператорських конституцій Діоклетіана і його наступників, зроблена близько 325 р. римським юристом на ім'я Гермогеніан (або Гермоген).
Відомостей про його життя не збереглося ніяких; відомо тільки, що він автор «Juris epitome», самостійної переробки витягів з попередніх йому юристів, викладених в коротких положеннях без вказівки джерела. Твір споріднений з «Sententiae» Павла і викладений в порядку преторського едикту і пізніших Дигестів, в які і увійшла деяка кількість уривків з нього.